# Caobangia billeti
Caobangia billeti är en ringmaskart som beskrevs av Giard 1893. Caobangia billeti ingår i släktet Caobangia och familjen Sabellidae. Inga underarter finns listade i Catalogue of Life.